# Luzein
Luzein est une commune suisse du canton des Grisons, située dans la région de Prättigau/Davos et la vallée du Prättigau.

## Histoire
Le 1er janvier 2016, la commune a absorbé la localité voisine de Sankt Antönien.

## Monuments
Le château de Castels (en ruine) ainsi que la maison Sprecher sont inscrits comme biens culturels d'importance nationale.